# Clive Woodward
Sir Clive Ronald Woodward OBE (* 6. Januar 1956 in Ely) ist ein ehemaliger englischer Rugby-Union-Spieler und war sieben Jahre lang Trainer der englischen Nationalmannschaft, mit der er den Titel bei den Weltmeisterschaften 2003 gewann. Er trainierte auch die British and Irish Lions.

## Spielerkarriere
Woodward begann seine aktive Laufbahn 1974 bei den Harlequins, spielte dort zunächst aber nur für eine Saison, da er sich für ein Sportstudium an der Loughborough University eingeschrieben hatte. Dieses schloss er mit dem Bachelor of Arts ab. Er setzte 1979 seine sportliche Karriere bei den Leicester Tigers fort und war ein Jahr später erstmals Teil des Kaders der englischen Nationalmannschaft beim Spiel gegen Irland. Es folgten 21 Länderspieleinsätze, der letzte am 17. März 1984, als England auf Wales traf. Aufgrund seiner attraktiven Spielweise wurde er für zwei Touren, 1980 und 1983, der British and Irish Lions berücksichtigt. 1985 ging Woodward berufsbedingt nach Australien, spielte aber weiterhin Rugby. Bis 1990 war er für den Verein Manly RUFC aktiv und konnte gar an einem Training der Wallabies, der Nationalmannschaft Australiens, teilnehmen.

## Trainerkarriere
Nach seiner Zeit in Australien kehrte er nach Großbritannien zurück, um seine eigene Firma zu gründen. Gleichzeitig übernahm er das Traineramt bei den Henley Hawks. Es folgten drei Jahre bei den London Irish, bevor er für kurze Zeit nach Bath ging, um dort als Assistenztrainer zu arbeiten. Als Jack Rowell 1997 aus dem Amt des Nationaltrainers zurücktrat, wurde Woodward für diesen Posten engagiert.
Der Rugbysport war seit kurzer Zeit professionell geworden und Woodwards Aufgabe war es, die englische Nationalmannschaft an die Veränderungen anzupassen. Bei der Weltmeisterschaft 1999 gelang es England bis in das Viertelfinale vorzudringen, wo man sich Titelverteidiger Südafrika geschlagen geben musste. Der größte Erfolg in der Trainerkarriere Woodwards und des englischen Rugby insgesamt folgte jedoch bei der nächsten Weltmeisterschaft in Australien. Vor dem Turnier hatten die Engländer Überraschungserfolge eingefahren und galten als Geheimfavorit auf den Titel. Jonny Wilkinson entschied das Finale gegen den Gastgeber durch einen Sprungtritt und sorgte damit für den ersten Weltmeistertitel für England.
Zu Beginn des Jahres 2004 erhielt er die Auszeichnung Knight Bachelor und trägt seitdem das Prädikat „Sir“. Bei den Six Nations im selben Jahr wurde das englische Nationalteam nur Dritter, die folgenden Testspiele gegen Neuseeland und Australien verliefen ebenfalls enttäuschend. Gegen die All Blacks gelang England in zwei Spielen kein einziger Versuch, gegen die Wallabies gab es eine empfindliche 51:15-Niederlage. Aufgrund der schlechten Entwicklung der Mannschaft gab Woodward im September sein Amt als Nationaltrainer auf.
Noch vor seinem Amtsende war er als Trainer der Lions-Tour 2005 nach Neuseeland bestimmt worden. Alle drei Spiele gegen die All Blacks gingen verloren, die Öffentlichkeit kritisierte vor allem Woodward für das schlechte Abschneiden der Mannschaft. Die Kritik richtete sich vor allem an die Zusammenstellung des Kaders, der hauptsächlich aus englischen Spielern der Weltmeistermannschaft von 2003 bestand. Ebenso wurde ihm ein falscher Umgang mit den Spielern und den Medienvertretern vorgeworfen.

## Erfolge/Titel
als Spieler
- 1980 Sieger John Player Cup mit den Leicester Tigers
- 1981 Sieger John Player Cup mit den Leicester Tigers
- 1983 Finalist John Player Cup mit den Leicester Tigers

als Trainer
- 2003 Weltmeister mit der englischen Nationalmannschaft

## Abschied vom Rugby
Nach dem Ende der Lions-Tour versuchte er sein Glück im Fußball. Seine erste und zugleich letzte Station war beim FC Southampton, bei dem er jedoch nur ein Jahr lang verweilte. In dieser Zeit häuften sich die Probleme mit Journalisten und wichtigen Vertretern des Vereins, so dass eine Fortführung seines Engagements unmöglich wurde. Im September 2006 wurde bekannt, dass Woodward Teil des Nationalen Olympischen Komitees Großbritanniens als „Director of Elite Performance“ werden würde. Im März 2008 wurde ihm die Ehre zuteil, am Olympischen Fackellauf in London teilzunehmen.